# Axixá do Tocantins
Axixá do Tocantins is een gemeente in de Braziliaanse deelstaat Tocantins. De gemeente telt 10.203 inwoners (schatting 2009).
De gemeente grenst aan Araguatins, Augustinópolis, Sitio Novo do Tocantins, Itaguatins, São Bento do Tocantins en Praia Norte do Tocantins.